# Flykt genom öknen
Flykt genom öknen är en amerikansk långfilm från 1948 i regi av John Ford. Det är en filmatisering av Peter Kynes bok The Three Godfathers från 1913. När versionen från 1948 gjordes hade historien redan filmatiserats flera gånger. John Ford dedicerade Flykt genom öknen till skådespelaren Harry Carey som avlidit 1947. Hans son Harry Carey Jr. har en ledande roll i filmen.

## Handling
Tre banditer gömmer sig i öknen efter att en av dem skadats. I jakt på vatten upptäcker de en övergiven vagn med en kvinna som är i färd med att föda barn. De hjälper henne, men hon är för svag för att överleva efter födseln och hon ber de tre att bli gudfadrar åt barnet och beskydda det. De bestämmer sig för att föra barnet i säkerhet genom öknen till staden New Jerusalem.

## Rollista
- John Wayne – Robert Hightower
- Pedro Armendáriz – Pedro
- Harry Carey Jr. – William, kallad The Abilene Kid
- Ward Bond – Perley 'Buck' Sweet, sheriff
- Mae Marsh – fru Sweet
- Mildred Natwick – modern
- Jane Darwell – miss Florie
- Guy Kibbee – domaren
- Ben Johnson – posseman
- Charles Halton – Oliver Latham